# Sede titolare di Tenara
Tenara (in latino Taenariensis) è una sede titolare soppressa della Chiesa cattolica.

## Storia
Esiste nel Peloponneso in Grecia, il capo Matapan, chiamato anche capo Tenaro.
Nel corso del Settecento la Chiesa cattolica ha istituito la sede titolare Taenariensis, benché un'antica diocesi con questo nome non sia documentata in nessuna Notitia Episcopatuum. Tenara è il nome in italiano della sede con cui era conosciuto l'ultimo vescovo titolare. In precedenza la sede era conosciuta anche come Thenaro.

## Cronotassi dei vescovi titolari
- Franz Ignaz Albert von Werdenstein † (20 settembre 1756 - 1º ottobre 1766 deceduto)
- Johann Philipp Karl Anton von Fechenbach zu Laudenbach † (31 luglio 1767 - 26 dicembre 1779 deceduto)
- Paolo Galata † (9 settembre 1803 - 1808 succeduto arcivescovo di Durazzo)
- Bonifaz Kaspar von Urban † (19 dicembre 1834 - 23 maggio 1842 confermato arcivescovo di Bamberga)
- Paul-François-Marie de Forges † (21 settembre 1877 - 11 agosto 1900 deceduto)
- Fabiano Francesco Landi, O.F.M. † (10 maggio 1904 - 30 giugno 1920 deceduto)
- Sabas Sarasola Esparza, O.P. † (21 giugno 1923 - 29 febbraio 1944 deceduto)